# ハビエル・バスケス
ハビエル・バスケス（Javier Vazquez、1976年4月27日 - ）は、キューバの男性総合格闘家、柔術家。サンティアーゴ・デ・クーバ州サンティアーゴ・デ・クーバ出身。アメリカ合衆国カリフォルニア州在住。ショータイム柔術主宰。ブラジリアン柔術三段。元KOTC世界ライト級王者。
レスリング、ブラジリアン柔術、ノーギ柔術の融合させた技術を駆使し、積極的に関節技を繰り出すところから、「ショータイム」のニックネームを持つ。
ホリオン・グレイシーの長女と結婚した。

## 来歴
キューバのサンティアーゴ・デ・クーバで生まれ、4歳の時にアメリカ合衆国に移住した。高校でレスリングを始め、サンアントニオ大学でもレスリングを続けた。
1997年、カーウソン・グレイシーの下で柔術を始め、1998年6月28日に総合格闘技デビューとなったNeutral Grounds 5の8人トーナメントで準優勝を果たした。
2002年6月29日、初参戦となった修斗で佐藤ルミナと対戦し、判定勝ち。
2003年2月21日、KOTC世界ライト級タイトルマッチでアルバート・クレインと対戦し、判定負けを喫し王座陥落した。
2004年1月31日のUFC 46でマット・セラと対戦予定であったが、2003年末に左膝前十字靭帯断裂を断裂したため欠場となった。
2004年9月18日、カナダで開催されたアブダビコンバット北米予選・66kg未満級に出場。決勝でアルバート・クレインにポイント勝ちを収め、本戦出場権を獲得した。
2004年10月24日、CANDで宇野薫と対戦し、判定負け。
2006年8月、2006 Gracie Jiujitsu World Championship・黒帯軽量級に出場。決勝でジェフ・グローバーと対戦し、アキレス腱固めで一本勝ちを収め、優勝を果たした。
2006年11月17日、グラップリング大会X-MISSIONでハニ・ヤヒーラと対戦予定であったが、欠場となった。
2007年5月5日、アブダビコンバット66kg未満級に出場し、1回戦で植松直哉にポイント負け。
2007年6月2日、Dynamite!! USAで永田克彦と対戦予定であったが、欠場となった。
2007年10月26日、ShoXC: Elite Challenger SeriesでJC・ペニントンと対戦し、チョークスリーパーで一本勝ち。試合後に現役引退を発表した。
2009年6月27日、1年8か月ぶりの総合格闘技復帰戦となったUltimate Chaosでマーク・カーゴジャンと対戦し、開始19秒ギロチンチョークで一本勝ち。当初はディン・トーマスと対戦予定であったが、トーマスが計量をクリアできず、対戦相手が変更となった。
2009年8月1日のAffliction: TrilogyでL.C.デイビスと対戦予定であったが、大会が消滅。
2009年8月9日、WEC初参戦となったWEC 42でAfflictionで対戦予定であったL.C.デイビスと改めて対戦し、判定負け。10月10日、WEC 43でデイヴィダス・タウロセヴィチュスと対戦し、判定負けでWEC2連敗となった。
2010年3月6日、WEC 47でジェンス・パルヴァーと対戦し、腕ひしぎ十字固めで一本勝ち。WEC初勝利となった。

### UFC
2011年6月26日、UFC初参戦となったUFC Live: Kongo vs. Barryでジョー・スティーブンソンと対戦し、3-0の判定勝ちを収めた。
2013年1月13日、SHERDOGのラジオで引退を表明した。

## 戦績

### 総合格闘技
| 総合格闘技 戦績 | 総合格闘技 戦績 | 総合格闘技 戦績 | 総合格闘技 戦績 | 総合格闘技 戦績 | 総合格闘技 戦績 | 総合格闘技 戦績 |
| --------------- | --------------- | --------------- | --------------- | --------------- | --------------- | --------------- |
| 21 試合         | (T)KO           | 一本            | 判定            | その他          | 引き分け        | 無効試合        |
| 16 勝           | 0               | 11              | 5               | 0               | 0               | 0               |
| 5 敗            | 0               | 0               | 5               | 0               | 0               | 0               |

| 勝敗 | 対戦相手                         | 試合結果                   | 大会名                                                    | 開催年月日     |
| ○    | ジョー・スティーブンソン         | 5分3R終了 判定3-0          | UFC Live: Kongo vs. Barry                                 | 2011年6月26日  |
| ×    | チャド・メンデス                 | 5分3R終了 判定0-3          | WEC 52: Faber vs. Mizugaki                                | 2010年11月11日 |
| ○    | マッケンス・セメルジエール       | 2R 1:35 チョークスリーパー | WEC 50: Cruz vs. Benavidez 2                              | 2010年8月18日  |
| ○    | ジェンス・パルヴァー             | 1R 3:41 腕ひしぎ十字固め   | WEC 47: Bowles vs. Cruz                                   | 2010年3月6日   |
| ×    | デイヴィダス・タウロセヴィチュス | 5分3R終了 判定1-2          | WEC 43: Cerrone vs. Henderson                             | 2009年10月10日 |
| ×    | L.C.デイビス                     | 5分3R終了 判定1-2          | WEC 42: Torres vs. Bowles                                 | 2009年8月9日   |
| ○    | マーク・カーゴジャン             | 1R 0:19 フロントチョーク   | FFI: Ultimate Chaos                                       | 2009年6月27日  |
| ○    | JC・ペニントン                   | 1R 1:15 チョークスリーパー | ShoXC: Elite Challenger Series                            | 2007年10月26日 |
| ○    | アドリアーノ・ペレイラ           | 5分3R終了 判定2-1          | EliteXC: Destiny                                          | 2007年2月10日  |
| ○    | ロバート・エマーソン             | 5分3R終了 判定2-1          | Shooto USA: Warrior Spirit Evolution                      | 2003年11月14日 |
| ×    | アルバート・クレイン             | 5分3R終了 判定1-2          | KOTC 21: Invasion 【KOTC世界ライト級タイトルマッチ】      | 2003年2月21日  |
| ○    | デイビッド・ガードナー           | 1R 4:31 膝十字固め         | KOTC 16: Double Cross 【GC・KOTC世界ライト級王座統一戦】  | 2002年8月2日   |
| ○    | 佐藤ルミナ                       | 5分3R終了 判定3-0          | 修斗 TREASURE HUNT 07                                     | 2002年6月29日  |
| ○    | ショーン・ウィルモット           | 1R 1:57 腕ひしぎ十字固め   | KOTC 13: Revolution 【KOTC世界ライト級タイトルマッチ】    | 2002年5月17日  |
| ○    | フィリップ・ペレス               | 2R 3:58 三角絞め           | KOTC 10: Critical Mass 【KOTC世界ライト級タイトルマッチ】 | 2001年8月4日   |
| ○    | ファレル・フリスビー             | 1R 0:38 ヒールホールド     | KOTC 9: Showtime                                          | 2001年6月23日  |
| ○    | アントニオ・イマェ               | 1R 2:44 ギブアップ（負傷） | KOTC 3: Knockout Nightmare                                | 2000年4月15日  |
| ○    | ルイ・セルセデス                 | 1R 腕ひしぎ十字固め        | Empire Submission Fighting: Empire One                    | 1999年5月15日  |
| ×    | ビクトー・ハンセイカー           | 11分1R終了 判定            | Neutral Grounds 5 【決勝】                                | 1998年6月28日  |
| ○    | ケン・ケレンバーガー             | 11分1R終了 判定            | Neutral Grounds 5 【準決勝】                              | 1998年6月28日  |
| ○    | ショーン・キム                   | 1R 1:37 腕ひしぎ十字固め   | Neutral Grounds 5 【1回戦】                               | 1998年6月28日  |

### グラップリング
| 勝敗 | 対戦相手           | 試合結果             | 大会名                                     | 開催年月日     |
| ×    | ジェフ・グローバー | ポイント2-4          | Grapplers Quest at UFC Fan Expo Vegas 2010 | 2010年5月29日  |
| ×    | 植松直哉           | ポイント マイナス1-0 | ADCC 2007 【66kg未満級 1回戦】             | 2007年5月5日   |
| ×    | 宇野薫             | 5分3R終了 判定56-59  | CAND                                       | 2004年10月24日 |

## 獲得タイトル
- 第2代KOTC世界ライト級王座（2001年）
- Gladiator Challengeライト級王座（2002年）
- ADCC 2007北米予選 66kg未満級 優勝（2004年）
- グレイシー柔術世界選手権 黒帯軽量級 優勝（2006年）